# Ulica Canaletta w Warszawie
Ulica Canaletta – ulica w dzielnicy Śródmieście w Warszawie.

## Historia
Ulica powstała w latach 1904–1909 jako wewnętrzna alejka pasażu handlowego Galeria Luxenburga. Według założeń pasaż miały tworzyć dwa silnie wydłużone pawilony ciągnące się wzdłuż granic posesji pomiędzy posesjami przy ul. Senatorskiej 29 i ul. Niecałej 6 i 8. Pomiędzy nimi miała znajdować się wewnętrzna uliczka nakryta szklanym dachem – późniejsza ulica Canaletta. Dolne kondygnacje obu pawilonów Galerii wypełniły wielkie przeszklone witryny, zaś uliczkę nakrył dwuspadowy szklany dach.
Pozostająca długo bezimienną dawna alejka Galerii Luxenburga otrzymała obecną nazwę w 1993 roku, dziedzicząc ją po skasowanej w związku z budową Trasy AK jednej z ulic Marymontu, łączącej ul. Jelinka z ul. Twardowskiego.